# Лепорело
Лепорело је формат књиге која се отвара као хармоника. Странице се могу преклапати хоризонтално, вертикално или кружно и углавном су стандардног облика тј. правоугане, али могу бити сечене у разним облицима, представљајући тако папирнате скулптуре. Величина такође варира од минијатурних примерака до великих. Већина оваквих књига може да стоји усправно омогућавајући тако читаоцу симултан поглед на све странице истовремено. Почев од викторијанског доба, најчешће су то књиге за децу и разгледнице. Неретко се тако пакују и упутства, фото албуми, музикалије, географске карте, затим рекламне брошуре и разни програми.

## Етимологија
Лепорело је немачки термин који се појавио тек крајем 1980-их, мада је сам формат много старији. Лепорело је Дон Ђованијев слуга из истоимене Моцартове опере. У арији у првом чину он показује огроман списак Дон Ђованијевих успеха на љубавном плану. Ради лакше примене у оперским продукцијама, списак је почео да се користи у склопљеној хармоници зато што је тако било најлакше представити његову обимност публици.
Постоји терминолошка несагласност у разликама између разних формата дечјих књига, нарочито кад су у питању лепорела за децу. Такође је тешко прецизно одредити границу између књиге и играчке пошто је лепорело за децу са разним прорезима, објектима који се уздижу кад се књига отвори и сл. истовремено и играчка. Зато се лепорело често користи као кровни термин за све књиге које имају овакав начин повеза.

## Историјат
Први пут се појавио у Кини и Јапану пре више векова као и у култури Маја и Астека. Овај формат претходи кодексу и један је од најстаријих облика књиге уопште. У средњем веку лепорело је био начин да се лакше преносе књиге. Две или више књига биле би повезане заједно у облику хармонике, најчешће Нови завет и Псалми зато што су се редовно користили у црквеној служби.